# Merilyn Gómez Pozos
Merilyn Gómez Pozos (Guadalajara, Jalisco, 11 de diciembre de 1981) es una política mexicana, miembro del partido Movimiento Regeneración Nacional (Morena) y con anterioridad del de Movimiento Ciudadano. Ha sido en dos ocasiones diputada federal.

## Biografía
Es licenciada en Derecho egresada del Instituto Tecnológico y de Estudios Superiores de Occidente (ITESO). De 2005 a 2006 fue abogada litigante en el despacho jurídico de dicha institución, y en 2006 fue consejera distrital del Instituto Electoral y de Participación Ciudadana de Jalisco.
De 2009 a 2010 fue encargada de la Unidad de Transparencia, y de 2010 a 2012 fue coordinadora del Órgano Técnico de Puntos Constitucionales, ambos del Congreso del Estado de Jalisco. En 2012, es elegida como candidata de Movimiento Ciudadano, diputada federal por la vía de la representación proporcional a la LXII Legislatura que concluyó en 2015, y en que fue secretaria de la Mesa Directiva de la Cámara de Diputados, durante los tres años de la legislatura.
Al terminar su cargo, en 2015, renuncia a Movimiento Ciudadano y se une a Morena. De 2019 a 2023 fue delegada en Jalisco del programa Jóvenes Construyendo el Futuro por nombramiento del presidente Andrés Manuel López Obrador, y en 2023 fue titular de la Unidad de Normatividad de Medios de Comunicación de la Secretaría de Gobernación siendo titular de la misma Luisa María Alcalde Luján. Renunció al cargo el 26 de diciembre de 2023, para ser coordinadora de la precampaña de Claudia Sheinbaum Pardo a la presidencia de México; su renuncia al cargo en SEGOB se hizo pública luego de ser señalada de hacer labores proselitistas siendo funcionaria pública.
En las elecciones federales de 2024 fue candidata de la coalición Sigamos Haciendo Historia a diputada federal por el distrito 11 de Jalisco. Fue elegida al recibir el 40.94 % de los votos, frente al 29.32 % de su competidora de Movimiento Ciudadano, Rocío Aguilar Tejada; para la LXVI Legislatura que tendrá término en 2027.